# Lichtsteuerung

Zwei Lichtmischpulte im Dunkeln

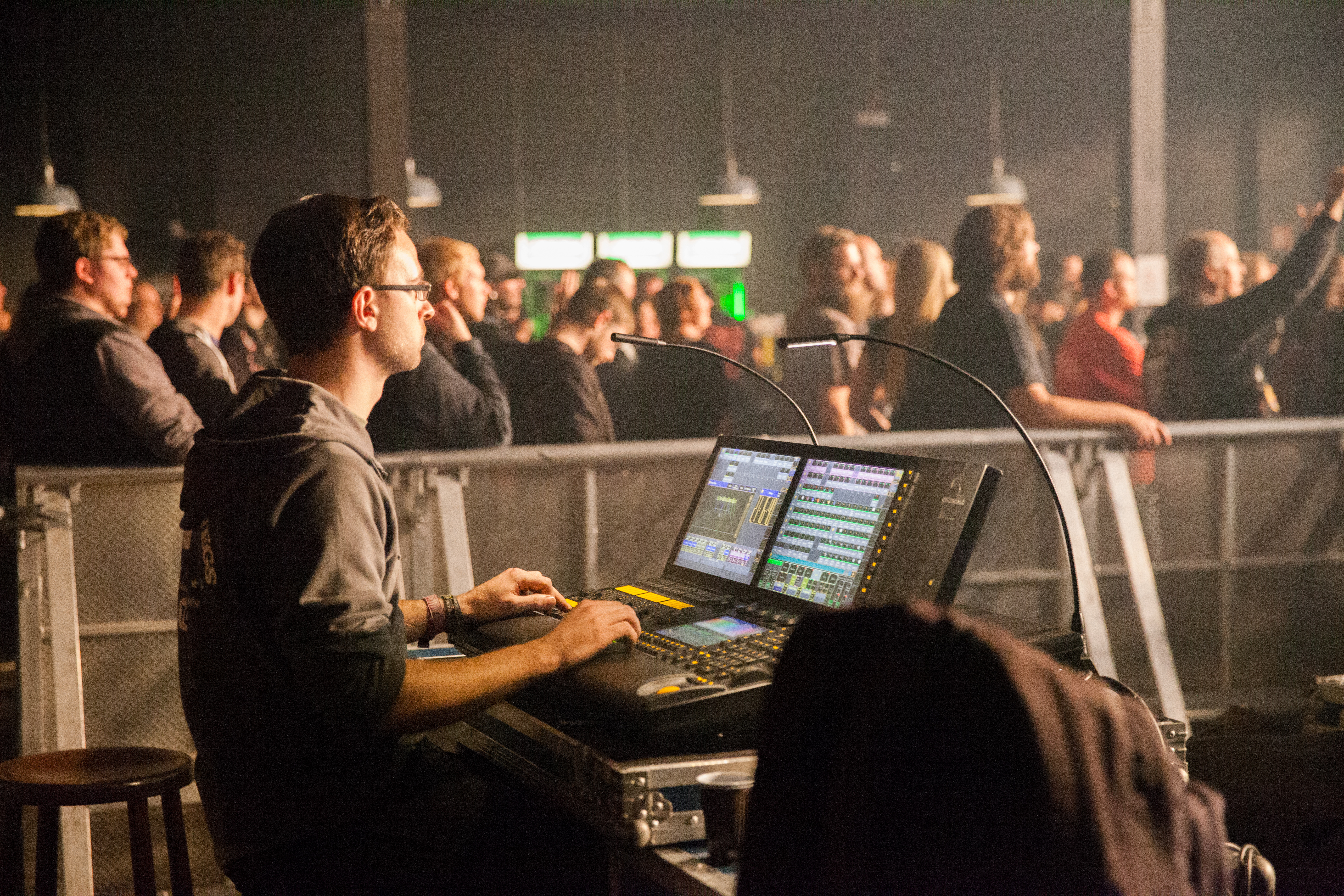
Lichtgestalter an einer grandMA 2 light-Konsole

Lichtsteuerung ist der Oberbegriff für Steuereinrichtungen für Lichtanlagen in der Veranstaltungsbeleuchtung. Diese unterscheiden sich stark je nach Anwendungsbereich.
Generell kann man Lichtsteuerungen in vier Typen unterscheiden:
1. Generic-Pulte: Pulte, die rein zur Steuerung von konventionellem Licht konzipiert sind.
2. MovingLight-Pulte: Pulte, die rein zur Steuerung von intelligentem Licht konzipiert sind.
3. Hybrid-Pulte: Pulte, die in der Lage sind, ein gemischtes Setup von konventionellem und intelligentem Licht zu steuern
4. Interfaces: Die an PC oder Laptop meist über USB verbunden sind (früher ISA/PCI-Steckkarten) und dabei sowohl konventionelles als auch intelligentes Licht steuern können (abhängig von der verwendeten Software und Interface)

## Grundlegende Begriffe

### Presets
Ein Preset ist die Möglichkeit, während der Ausgabe einer Lichtszene bereits eine zweite auf dem Pult einzustellen, um nach Ende der Szene sofort auf die andere umblenden zu können. Um dies zu ermöglichen, müssen bei analogen Pulten für jeden Kanal mindestens zwei Regler vorhanden sein. Meistens sind diese in zwei Reihen untereinander angeordnet. Die erste Reihe ist dann für das erste, die zweite für das zweite Preset. Mit einem oder zwei Fadern wird zwischen den beiden Presets umgeblendet.
Bei Moving-Light-Controllern oder Hybridpulten bezeichnet der Begriff Preset bzw. Palette zwar auch eine „Voreinstellung“, allerdings werden hier Kanalwerte gespeichert, um danach aus den einzelnen Presets im Baukastenverfahren die endgültigen Lichtstimmungen zu erstellen. Dies hat den Vorteil, dass bei Aktualisierung eines Presets diese Änderungen automatisch in die Lichtstimmungen übernommen werden, in denen das Preset gespeichert wurde.

### Szenen/Cues
Ein Cue ist eine Lichtszene, im Theater gewöhnlich Lichtstimmung genannt. In einem Cue wird gespeichert, welche Kanäle mit welchem Wert angesteuert werden sollen. So lassen sich z. B. die jeweiligen Farbanteile einer Szene komfortabel festlegen und speichern. Während einer Vorstellung müssen so nicht die einzelnen Kanalregler eingestellt, sondern nur ein Cue ausgeführt werden, der die komplette Lichtszene auf einmal ausgibt.
Andere häufig gebrauchte Bezeichnungen für Cue sind „Memory“ oder „Scene“, abhängig vom Hersteller.
Ursprünglich ist „cue“ die Bezeichnung für das Stichwort bzw. den Einsatz, der eine Szene einleitet (von englisch „cue“ = Stichwort, Aufruf).

### Sequenz
Eine Sequenz (auch „Chaser“) ist eine Reihe von festgelegten Werten für bestimmte Kanäle. Sequenzen können benutzt werden, um Lauflicht- und Blinkeffekte zu programmieren.

Unterscheidet ein Lichtpult zwischen Chaser und Sequenz, so bezeichnet der Chaser in der Regel eine konstant getaktete Abfolge von Lichtstimmungen, während in der Sequenz jede einzelne Stimmung eine eigene Stand- und Überblendzeit besitzt.

### Stack (Cueliste)
Ein Stack ist eine Aneinanderreihung von CUEs und/oder Sequenzen. Sie werden verwendet, um bei festgelegten Programmabläufen (z. B. Theater) von einem CUE in den nächsten zu wechseln. Stacks können auch Informationen zum Überblenden von einer Stimmung in die nächste beinhalten. Falls ein Stack programmiert wurde, muss der Lichttechniker während der Vorstellung nur noch zum richtigen Zeitpunkt im Stack weiterschalten, was durch einen Tastendruck geschieht.
Manche Hersteller bezeichnen einen solchen Stack auch als „Sequence“ oder Cue-List und die o. g. Sequenz als „Chaser“. Eine eindeutige Festlegung gibt es hier nicht, da die unterschiedlichen Hersteller sich nur bedingt an eine einheitliche Nomenklatur halten.

## Pultkonzepte

### Preset-Pulte
Preset-Pulte sind die ursprünglichste Form der Lichtsteuerung. Mittels Fadern werden für jeden Kanal Helligkeitswerte eingestellt. Meist haben diese Pulte zwei Presets, Flashtasten, Summenregler und eventuell eine Schaltung zur Überblendung mit einstellbarer Geschwindigkeit. Pulte dieser Art haben meist analoge Ausgänge (z. B. 0–10 V). Eines der bekanntesten Produkte ist der Lightcommander.

### Szenen-Pulte
Im Gegensatz zu den Preset-Pulten benötigen Pulte mit Szenenspeicher einen Mikrocontroller zur Steuerung und geben daher meist anstelle von 0–10 V Signalen ein DMX-Signal aus. Die Funktion der Presets übernehmen hier die Szenen. Mittels der Fader wird eine Lichtstimmung eingestellt und im Speicher des Pults abgelegt. Im Betriebsmodus lässt sich dann diese Stimmung durch einen Fader wieder abrufen. Viele Pulte bieten neben dieser Betriebsform noch einen Presetmodus. Außerdem werden häufig Sequenzen (teils per Musik steuerbar) angeboten.

### Theater-Pulte
Theater-Pulte sind aufwändig gestaltete Pulte für konventionelles und bewegtes Licht und weitere DMX-gesteuerte Geräte, wie Nebelgeräte, Laptops für Beamer-Bildprojektionen, Farbscroller, Bühnenpodien etc.
Üblicherweise sind sie mit mehreren Kontrollmonitoren ausgestattet, um die Intensitäten der einzelnen Lichtkreise, aktuell stehende sowie zu editierende Lichtstände oder Funktionen von Movinglights anzeigen zu können.
Mehrere Möglichkeiten zur Lichtsteuerung werden angeboten:
Submastersteuerung: Mehrere DMX-Kanäle können mit ihrem vorher programmierten Wert auf einen Fader zusammengefasst werden. Beim Einsatz mehrerer Submaster können Lichtstimmungen aktiv, intuitiv und individuell ohne Programmierung jederzeit geändert werden.
Gruppensteuerung: Mehrere DMX-Kanäle werden mit ihrem programmierten Wert auf eine Gruppe zusammengefasst und können so zur weiteren Programmierung verwendet werden (Verkürzung von Syntaxbefehlszeilen).
Szenensteuerung: Programmierte Lichtstände, Effekte, Chaser und Bewegungen können mittels Go-Taste abgefahren werden
In Theatern kommen netzwerkfähige Lichtsteuerungen immer häufiger zum Einsatz. Damit ist es möglich mit einem PDA oder Laptop das Lichtpult, Dimmeranlagen und sogar Movingheads per W-LAN zu steuern. Dies ist von Vorteil, wenn z. B. auf Grund von Platzmangel das Pult während der Vorstellung nicht im Zuschauerraum mit Sicht zur Bühne aufgestellt werden kann. Bei Proben kann man mit den komfortablen Bedienungsoptionen des "großen" Lichtpultes Lichtstimmungen einstellen und abspeichern. Zur Veranstaltung wird die gespeicherte Show einfach auf den Laptop oder den PDA geladen und von diesem Gerät aus „gefahren“. Eine Netzwerkarchitektur erlaubt auch ein redundantes Backupsystem mit einem zweiten Lichtpult als Havariepult, welches beim Ausfall des Hauptpultes die Lichtsteuerung übernimmt.
Herkömmliche Theaterpulte werden durch Syntaxbefehle programmiert und gesteuert.
Beispiel: Strand Lighting 530i
 233 @ 55 "Enter" Setzt den Dimmerkanal 233 auf 55 %
 100 @fixture 12 "Enter" Setzt das Gerät 12 automatisch mit allen Funktionen wie PAN/TILT/GOBO/IRIS... aus einer Geräteliste auf den DMX-Kanal 100 (und eventuell benötigte darauffolgende DMX-Kanäle) und sperrt diese dann für weitere Verwendung

### Pulte für intelligentes Licht
Die Steuerung von Scannern und anderem intelligentem Licht ist mit den vorgenannten Pulten nicht sinnvoll möglich, daher werden häufig getrennte Pulte eingesetzt. Hier werden zuerst die zu steuernden Geräte einprogrammiert um die Belegung der Kanäle zu berücksichtigen. Es werden die Spiegel-/Kopfpositionen programmiert und in Sequenzen zusammengefasst. Je nach Pult können dann einzelne oder mehrere Sequenzen gleichzeitig abgefahren werden. Häufig können auch Parameter wie Farbe, Gobo und Geschwindigkeit während der Laufzeit verändert werden. Viele Pulte dieser Art beherrschen auch in begrenztem Umfang die Steuerung von konventionellem Licht.

### Hybridpulte
Hybridpulte, auch Hybridkonsolen genannt, fassen die Funktionen von Theaterpulten und Pulten für intelligentes Licht zusammen. Aufgrund des Aufwands kommen meist PCs mit spezieller Hardware zum Einsatz. Dies sind Pulte die bei entsprechenden Showgrößen eingesetzt werden, z. B. in stationären Musicals, TV-Shows und großen Theatern. Diese Pulte bieten aufgrund des großen Kanalumfangs häufig mehrere DMX-Universen oder Netzwerkprotokolle (ArtNet, Pathport) zur Steuerung einiger tausend Kanäle. Zu den bekanntesten Hybridpulten zählen die grandMA-Serie und die dot2-Pulte von MA-Lighting, die Hog-Serie von High-End Systems, die ChamSys-Pulte und für kleinere Produktionen auch die Licon-Pulte von JB-Lighting.

## Interfaces
Das entsprechende Interface wird meist über USB mit dem Desktop/Laptop verbunden und wandelt dann die USB- in DMX-Signale um. Als USB noch nicht sehr verbreitet war, wurden auch ISA bzw. PCI-Steckkarten angeboten. Da die meisten PC/Laptops aber heute über USB verfügen, sind neue Interfaces meist nur noch mit USB zu erwerben.
Eine entsprechende Software bietet hier die Möglichkeit der Programmierung und Steuerung, teilweise auch mit sehr vielen Funktionen die oft nur sehr teure Pulte mitbringen (Macros etc.).
Oft besteht auch die Möglichkeit die Software über externe Quellen zu steuern, z. B. MIDI.